# Marco Streller
Marco Streller (Bázel, 1981. június 18. –) svájci válogatott labdarúgó. Posztját tekintve csatár.

## Sikerei, díjai
Basel
- Svájci bajnok (8): 2003–04, 2007–08, 2009–10, 2010–11, 2011–12, 2012–13, 2013–14, 2014–15
- Svájci kupagyőztes (3): 2007–08, 2009–10, 2011–12
- Svájci szuperkupadöntős: 2012–13, 2013–14
- Uhren-kupa győztes (3): 2008, 2011, 2013

VfB Stuttgart
- - Német bajnok (1): 2006–07
  - Német kupadöntős (1): 2006–07